# Topa de Criș
Topa de Criș – wieś w Rumunii, w okręgu Bihor, w gminie Vadu Crișului. W 2011 roku liczyła 435 mieszkańców.